# Noginsk
Noginsk (rusky Ногинск) je město v Moskevské oblasti v Ruské federaci. Při sčítání lidu v roce 2010 mělo zhruba sto tisíc obyvatel.
V Noginsku je pobočka Žukovského vojenské letecké inženýrské akademie.

## Poloha
Noginsk leží na řece Kljazmě, přítoku Oky. Od Moskvy je vzdálen padesát kilometrů na východ. Nejbližší sousední město je Elektrostal přibližně deset kilometr na jih.

### Doprava
Před Noginsk vede v severojižním směru dálnice A107, obchvat Moskvy, který jižně od Noginsku křižuje dálnici M7 vedoucí z Moskvy přes Nižnij Novgorod do Ufy, po které je v tomto úseku vedena také evropská silnice E22.
V Noginsku samotném je od roku 1923 provozována tramvajová doprava.

## Dějiny
První zmínka je z roku 1389 o vesnici Rogoži (Рогожи). V roce 1781 je sídlo přejmenována na Bogorodsk (Богородск) a v roce 1930 na Noginsk k poctě revolucionáře Viktora Pavloviče Nogina.

### Rodáci
- Vladimir Petrovič Serbskij (*1858–1917), psychiatr
- Pavel Sergejevič Alexandrov (1896-1982), topolog
- Igor Vasiljevič Talankin (1927–2010), filmový režisér
- Vladimir Jevgeňjevič Fortov (*1946), fyzik
- Anatolij Ivanovič Lipinskij (*1959), admirál